# Álvaro Granados
Álvaro Granados Ortega (Terrassa, 1998. október 8. –) világ- és Európa-bajnok spanyol válogatott vízilabdázó, a Barceloneta játékosa.

## Eredmények

### Klubcsapattal

#### CNA Barceloneta
- Spanyol bajnokság: Aranyérmes: 2018-19
- Spanyol kupa: Aranyérmes: 2018

### Válogatottal

#### Spanyolország
- világbajnokság: 
  - ezüstérmes: 2019
  - aranyérmes: 2022, 2025
- Európa-bajnokság: 
  - Ezüstérmes: Barcelona, 2018
- Európa-kupa: 
  - Bronzérmes: Zágráb, 2019